# Colaulus lucidus
Colaulus lucidus är en stekelart som beskrevs av Jonathan 1993. Colaulus lucidus ingår i släktet Colaulus och familjen brokparasitsteklar. Inga underarter finns listade i Catalogue of Life.